# Иван Ивановски
Иван Ивановски (на македонска литературна норма: Иван Ивановски) е детски писател и театрален критик от Северна Македония.

## Биография
Иван Ивановски е роден в 1930 година в западномакедонския град Дебър, тогава в Югославия, днес в Северна Македония. Завършва средно образование. Работи като редактор в Македонското радио. Член на Дружеството на писателите на Македония от 1965 година. Носител е на наградите „Мито Хадживасилев“, „Кръсте Мисирков“, „13 ноември“, „Войдан Чернодрински“.

## Трудове
- Врти се врти вретенце (Върти се върти, вретенце, поезия за деца, 1957),
- Штурчевото дуќанче за музикалии (Щурчевото дюканче за музикалии, разкази за деца, 1960),
- Ветки од љубов (Вейки от любов, поезия, 1961),
- Варијации (Вариации, поезия, 1963),
- Мамините раце се златни (Мамините ръце са златни, поезия за деца, 1966),
- Во потрага по убавината (В търсене на хубостта, пътеписи, 1967),
- Водоскоци на сонот (Водоскоци на съня, поезия, 1967),
- Светлини и сенки (пътеписи, 1969),
- Ах ти мило детенце (Ах, ти мило детенце, поезия, 1972),

Театрални книги
- Волшебникот на сцената (Вълшебникът на сцената, 1973),
- Една деценија постоење (Едно десетилетие съществуване, 1976),
- Обласниот македонски народен театар во Горна Џумаја (Областният македонски народен театър в Горна Джумая, 1977),
- От трње кон ѕвездите (От тръни към звездите, 1977),
- Јован Бошковски како театарски критичар (Йован Бошковски като театрален критик, 1978),
- Алеко (1979),
- Плима и осека (Прилив и усещане, 1981),
- Незаборавни средби (Незабравими срещи, 1982),
- На своја почва (На своя почва, 1983),
- 40 години Народен театар – Битола (40 години Народен тетър – Битоля, 1984),
- Во чекор со времето (В крак с времето, 1986),
- Светлини на сцената (1987),
- Битолски театарски деноноќија (Битолски театрални денонощия, 1987),
- Против заборавот на времето (Против забравата на времето, 1987),
- Плодови на времето (Плодове на времето, 1988),
- 25 години театарски игри Војдан Чернодрински (25 години театрални игри Войдан Чернодрински, 1990),
- Македонска театарска критика и театралогија (Македонска театрална критика и театрология, 1990),
- Паралели и меридијани (Паралели и меридиани, 1990),
- Тодор Николовски (1991),
- Димче и Ацо Стефановски (1992),
- Сјај што не потемнува (Блясък, който не потъмнява, 1993),
- Театарски аспекти (Театрални аспекти, 1996),
- Пред кренатата завеса (Пред вдигнатата завеса, 1998),
- Ликовите на Петре Прличко (Образите на Петре Пърличко, 1999)